# 乔斯琳·拉罗克
乔斯琳·拉罗克（英語：Jocelyne Larocque，1988年5月19日—），加拿大女子冰球运动员。她曾代表加拿大国家队参加2014年、2018年和2022年冬季奥林匹克运动会冰球比赛，获得二枚金牌和一枚银牌。